# Ride the Wild Wind
Ride the Wild Wind is een lied van de Britse rockgroep Queen en het zesde nummer van het album Innuendo. Het nummer werd geschreven door drummer Roger Taylor, maar sinds 1989 was de traditie dat alle nummers werden toegeschreven aan Queen. Het nummer werd alleen als single uitgebracht in Polen, waar het de eerste plaats haalde.
Het nummer kan gezien worden als opvolger van I'm in Love with My Car van het album A Night at the Opera, aangezien beide nummers over snelle auto's gaan en ze allebei door Taylor zijn geschreven. Op I'm in love speelde Taylor alle instrumenten alleen en was hij ook leadzanger; in dit nummer spelen alle bandleden mee en nemen Taylor en Freddie Mercury alle zangpartijen voor hun rekening.